# John van den Brom
John van den Brom (Amersfoort, 1966. október 4. –) holland válogatott labdarúgó, edző. 2024 óta a Vitesse vezetőedzője.

## Pályafutása

### Labdarúgóként
Van den Brom a hollandiai Amersfoort városában született. Az ifjúsági pályafutását a APWC csapatában kezdte, majd a AFC Quick 1890 akadémiájánál folytatta.
1986-ban mutatkozott be a Vitesse felnőtt keretében. 1993-ban az Ajax, majd 1995-ben a török İstanbulspor szerződtette. 1996-ban visszatért a Vitesséhez. 2002-ben a De Graafschaphoz írt alá.
1990 és 1993 között tagja volt a holland válogatottnak, ahol két mérkőzésen lépett pályára és egy gólt szerzett.

### Edzőként
Van den Brom a 2003–04-es szezonban a Bennekom edzője volt. 2004 és 2014 között a Jong Ajax, az AGOVV Apeldoorn, a ADO Den Haag és a Vitesse, illetve a belga Anderlecht csapatábál töltött be edzői pozíciókat. 2014-ben a holland első osztályban szereplő AZ Alkmaarhoz igazolt. 2019-ben az Utrecht, majd 2020-ban a belga Genk szerződtette. 2022-ben a szaúd-arábiai et-Távunhoz csatlakozott. 2022. június 19-én, Maciej Skorża lemondása után a lengyel első osztályban érdekelt Lech Poznań vezetőedzője lett.

## Edzői statisztika
2023. december 16. szerint

| Csapat          | Nemzet        | –tól                 | –ig                | Mérkőzések | Mérkőzések | Mérkőzések | Mérkőzések | Mérkőzések |
| Csapat          | Nemzet        | –tól                 | –ig                | M          | Gy         | V          | D          | Gy %       |
| --------------- | ------------- | -------------------- | ------------------ | ---------- | ---------- | ---------- | ---------- | ---------- |
| AGOVV Apeldoorn | Hollandia     | 2007. július 1.      | 2010. június 30.   | 120        | 45         | 22         | 53         | 37,5       |
| ADO Den Haag    | Hollandia     | 2010. július 1.      | 2011. június 29.   | 40         | 20         | 7          | 13         | 50,0       |
| Vitesse         | Hollandia     | 2011. július 1.      | 2012. május 30.    | 42         | 20         | 9          | 13         | 47,6       |
| Anderlecht      | Belgium       | 2012. május 30.      | 2014. április 9.   | 98         | 54         | 18         | 26         | 55,1       |
| AZ Alkmaar      | Hollandia     | 2014. szeptember 29. | 2019. június 30.   | 216        | 116        | 41         | 59         | 53,7       |
| Utrecht         | Hollandia     | 2019. július 1.      | 2020. november 9.  | 40         | 20         | 9          | 11         | 50,0       |
| Genk            | Belgium       | 2020. november 9.    | 2021. december 6.  | 65         | 30         | 13         | 22         | 46,2       |
| et-Távun        | Szaúd-Arábia  | 2022. március 31.    | 2022. május 7.     | 7          | 2          | 1          | 4          | 28,6       |
| Lech Poznań     | Lengyelország | 2022. június 19.     | 2023. december 17. | 82         | 41         | 23         | 18         | 50,0       |
| Összesen        | Összesen      | Összesen             | Összesen           | 710        | 348        | 143        | 219        | 49,0       |

## Sikerei, díjai

### Játékosként
Vitesse
- Eerste Divisie
  - Feljutó (1): 1988–89

Ajax
- Eredivisie
  - Bajnok (2): 1993–94, 1994–95

- Holland Szuperkupa
  - Győztes (2): 1993, 1994

- UEFA-bajnokok ligája
  - Győztes (1): 1994–95

### Edzőként
Anderlecht
- Jupiler League
  - Bajnok (1): 2012–13

- Belga Szuperkupa
  - Győztes (2): 2012, 2013

Genk
- Belga Kupa
  - Győztes (1): 2020–21

Egyéni
- Ekstraklasa – Az Hónap Edzője: 2022 szeptember